# Manao tupapau
Manao tupapau (en tahitià normalitzat, Mana’o tūpāpa’u), o L'esperit dels morts vetlla, és un quadre del pintor Paul Gauguin fet el 1892, en la primera estada a Tahití. Es conserva a la galeria d'art Albright-Knox de Buffalo. Es coneix per la referència núm. 457 del catàleg de Wildenstein.

## Context
La model és Teha’amana, l'amant de Gauguin (que l'anomenava Tehura), i descriu una escena on mostra la por ancestral dels polinesis als tupapau. Són els esperits de la mort, o de la nit, que surten de la llacuna o del bosc quan es fa de nit per arrapar-se a l'esquena dels desprevinguts i emportar-se'ls.
El títol Manao tupapau no té una traducció immediata, ja que està compost de dues paraules sense relació sintàctica: pensament o creença i espectre. Gauguin n'explica dos sentits: o ella pensa en l'espectre o l'espectre pensa en ella.

## Descripció
Gauguin descriu l'escena en el seu diari Noa Noa. Un dia va tornar a la seva cabana quan ja era de nit, i per falta de provisions s'havia quedat sense enllumenat. Va encendre un llumí per orientar-se i va veure...
«la Tehura, immòbil, nua, ajaguda de bocaterrosa al llit, amb els ulls desmesuradament engrandits per la por […] semblava que una lluor fosforescent li brollava d'aquells ulls amb la mirada fixa.»
Tehura jeu nua al llit, però no es presenta de forma lasciva sinó atemorida mirant al pintor. Crispada i tensa, junta i estreny les cames i recolza les mans al coixí com si anés a saltar en qualsevol moment per sortir fugint.
La misteriosa figura de marcat perfil del fons mostra la presència d'un esperit dels morts vigilant i infiltrat com un dimoni en un món paradisíac. El fons es complementa amb unes estrelles que recorden els insectes nocturns fosforescents, una de les formes dels tupapaus. En aquest cas Gauguin no mostra l'harmonia entre home i natura, sinó el món de sentiments, instints i supersticions que havia anat aprenent de Tehura.

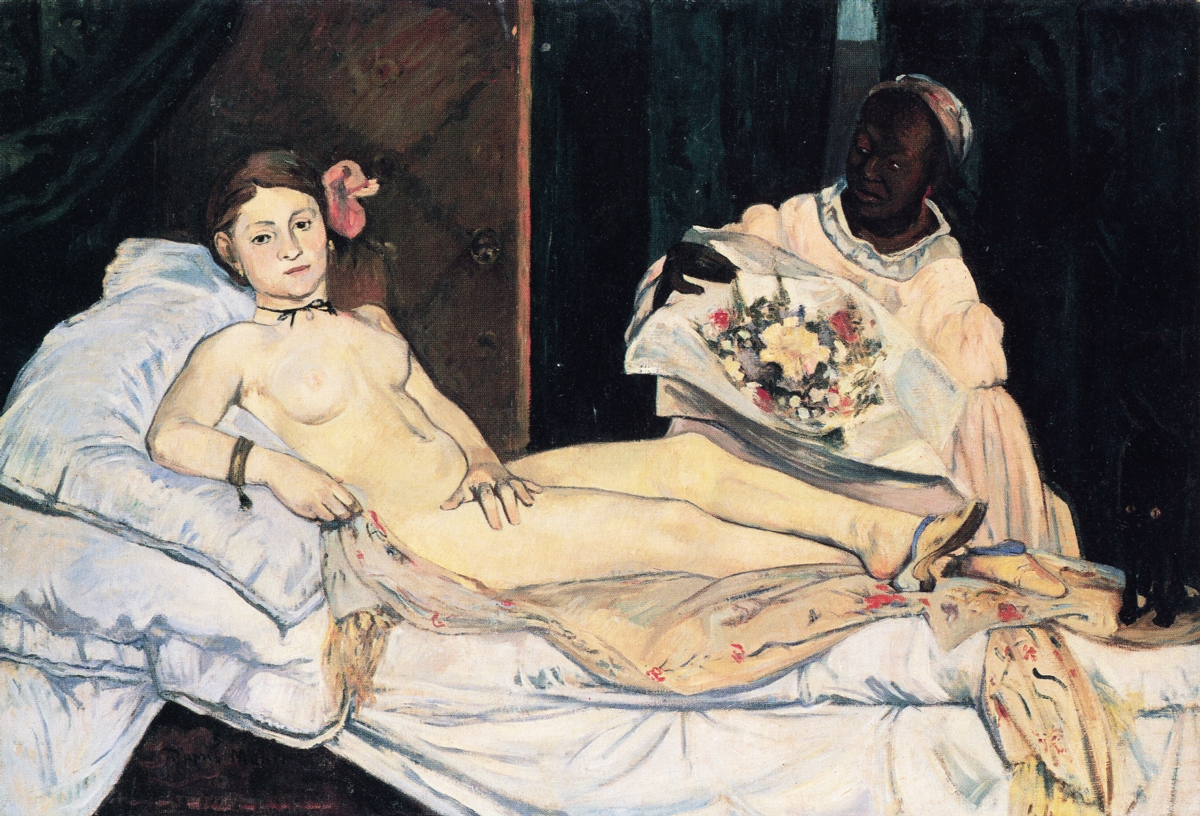
Olympia segons Manet, 1891, Gauguin

La composició és una clara imitació de l’Olympia d'Édouard Manet. Gauguin n'havia fet una còpia a París i se'n va dur una reproducció a Tahití. La prostituta de Manet és substituïda per la jove polinèsia Tehura amb una postura inversa. La servent negra del fons és substituïda per un esperit encaputxat de negre. L’Olympia havia provocat un escàndol a París, i Gauguin capgira la tradició dels nus europeus.
Gauguin escriu a la seva dona Mette que la postura resulta indecent. De fet, quan es va presentar a París, la crítica el va considerar indecent. Però el que li interessava reflectir és la por. Diu que una europea se sentiria atemorida si fos sorpresa en aquesta postura, però una tahitiana té altres pors i no és la nuesa el que més l'amoïna.
El tema és misteriós transmetent creences primitives i supersticions. El contingut és força eròtic però també tabú relacionant mort i sexe. En l'aspecte formal, Gauguin estava satisfet de les línies sinuoses, dels colors evocadors i del contrast dels llums fosforescents.

## Obres relacionades
L'estima de Gauguin pel quadre queda de manifest quan el reprodueix parcialment com a fons de l'Autoretrat amb barret (1893). El Manao tupapau es veu revertit, indicant que el pintor estava davant un mirall.
Gauguin va continuar explorant el motiu del quadre. Reprèn la imatge d'una noia estirada en un dibuix que després usaria de base per diversos monotips. També la va reproduir en una litografia i diverses xilografies, una d'elles en posició fetal. Finalment, la va incloure també en aquarel·la en dos manuscrits: Cahier pour Aline, dirigit a la seva filla, i l'àlbum il·lustrat Noa Noa.

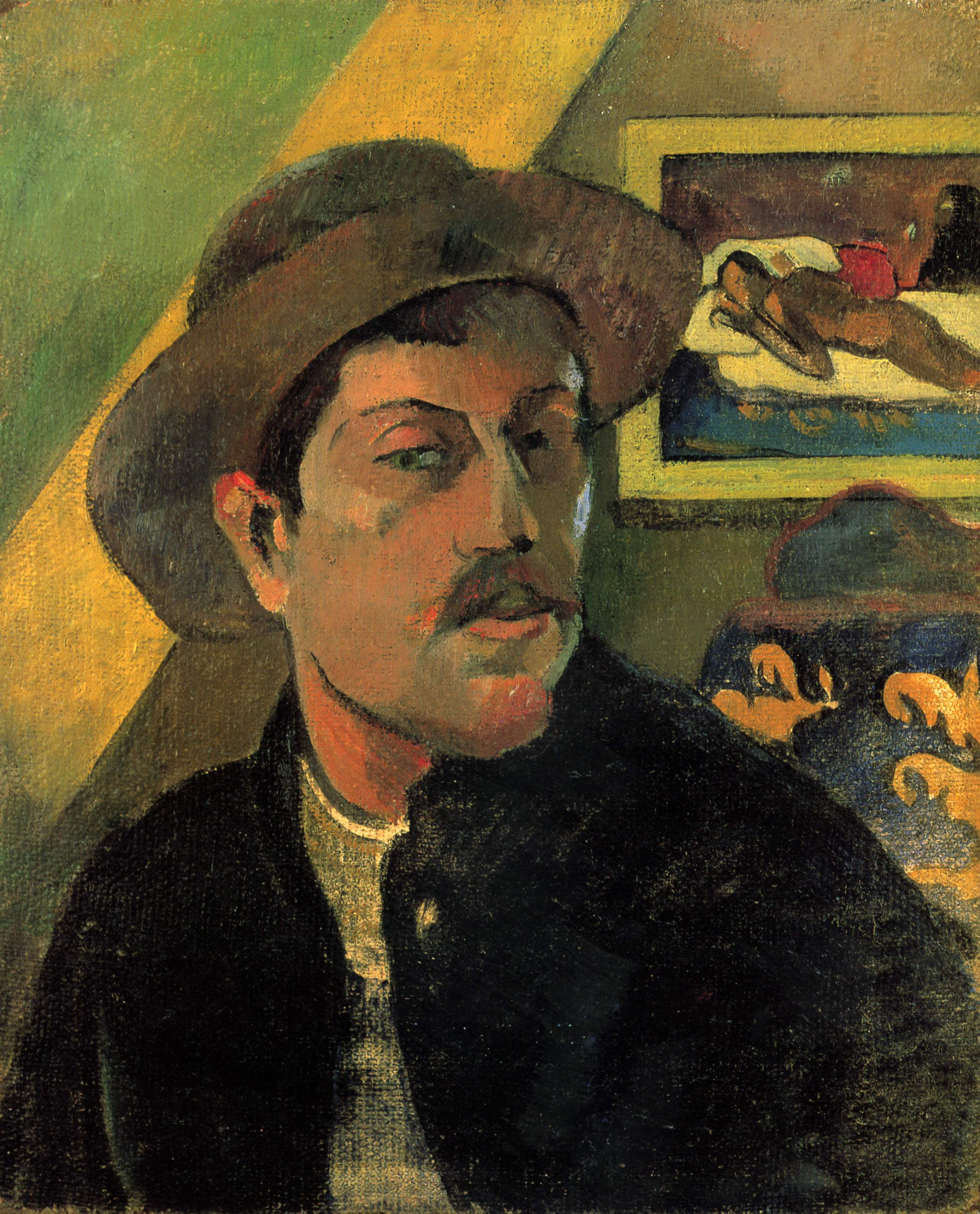
Autoretrat amb barret, oli, 1893, Museu d'Orsay
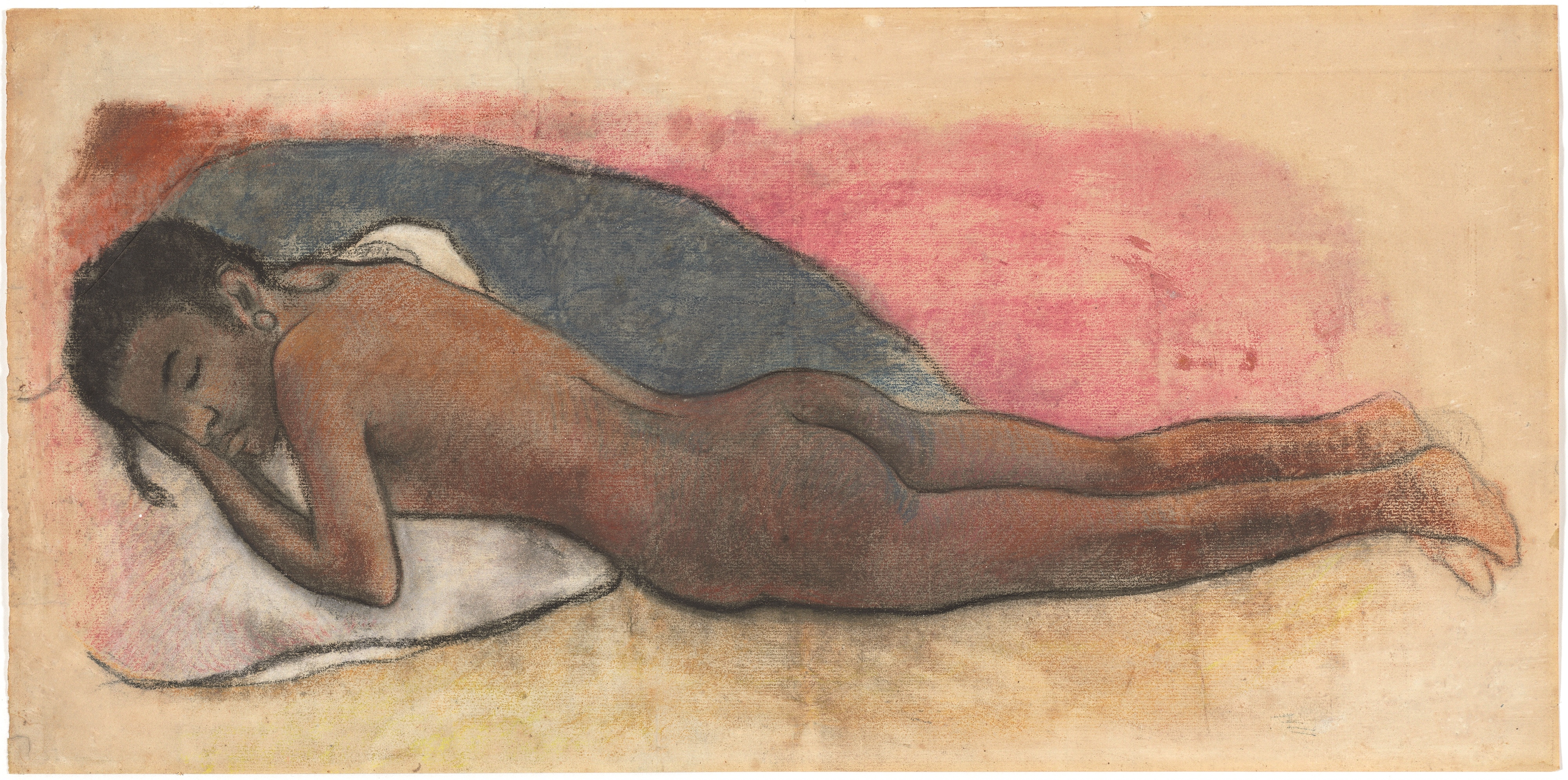
Nu reclinat, pastel, 1894–95, National Gallery of Art
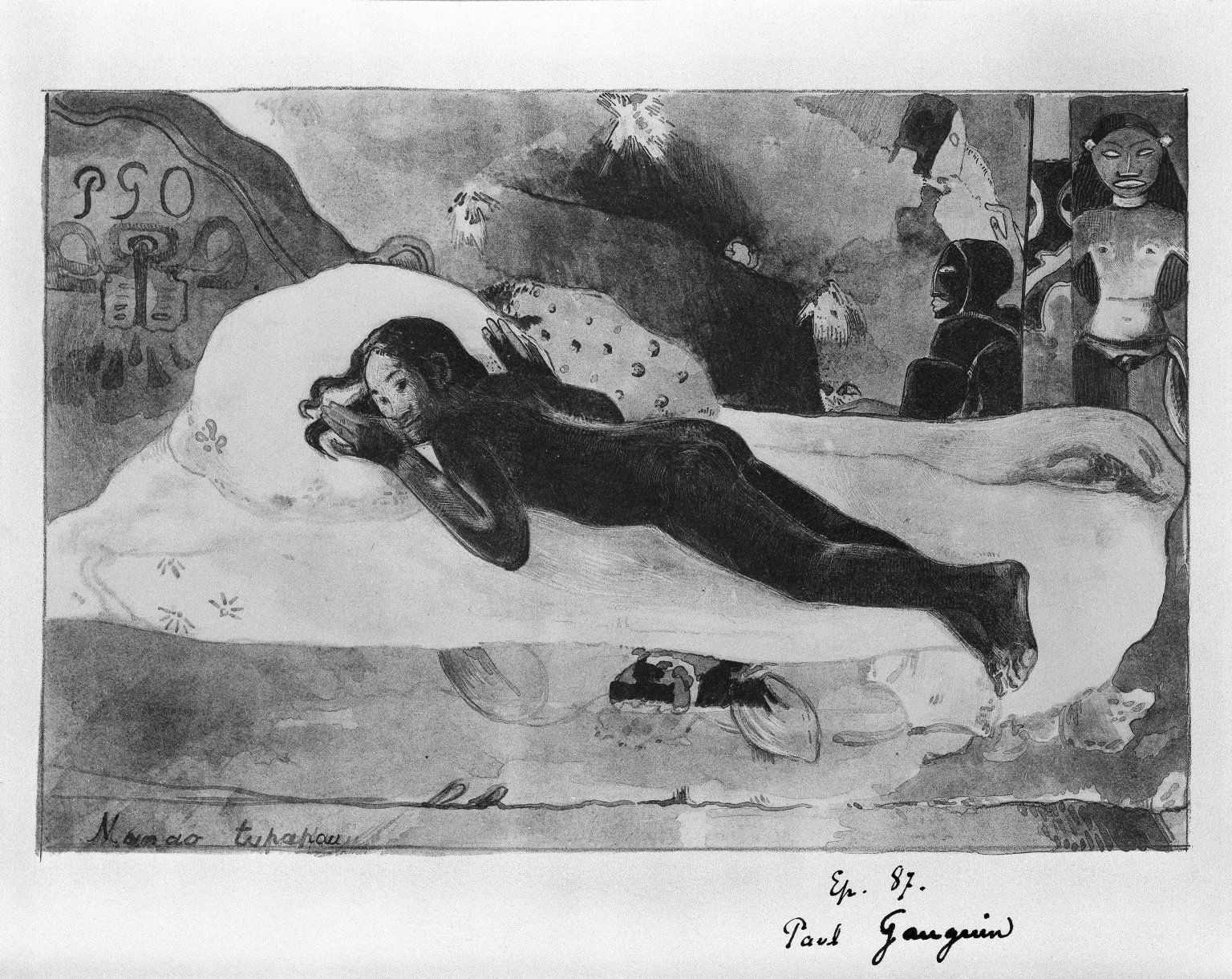
Manao Tupapau, litografia, 1894, Museu de Brooklyn
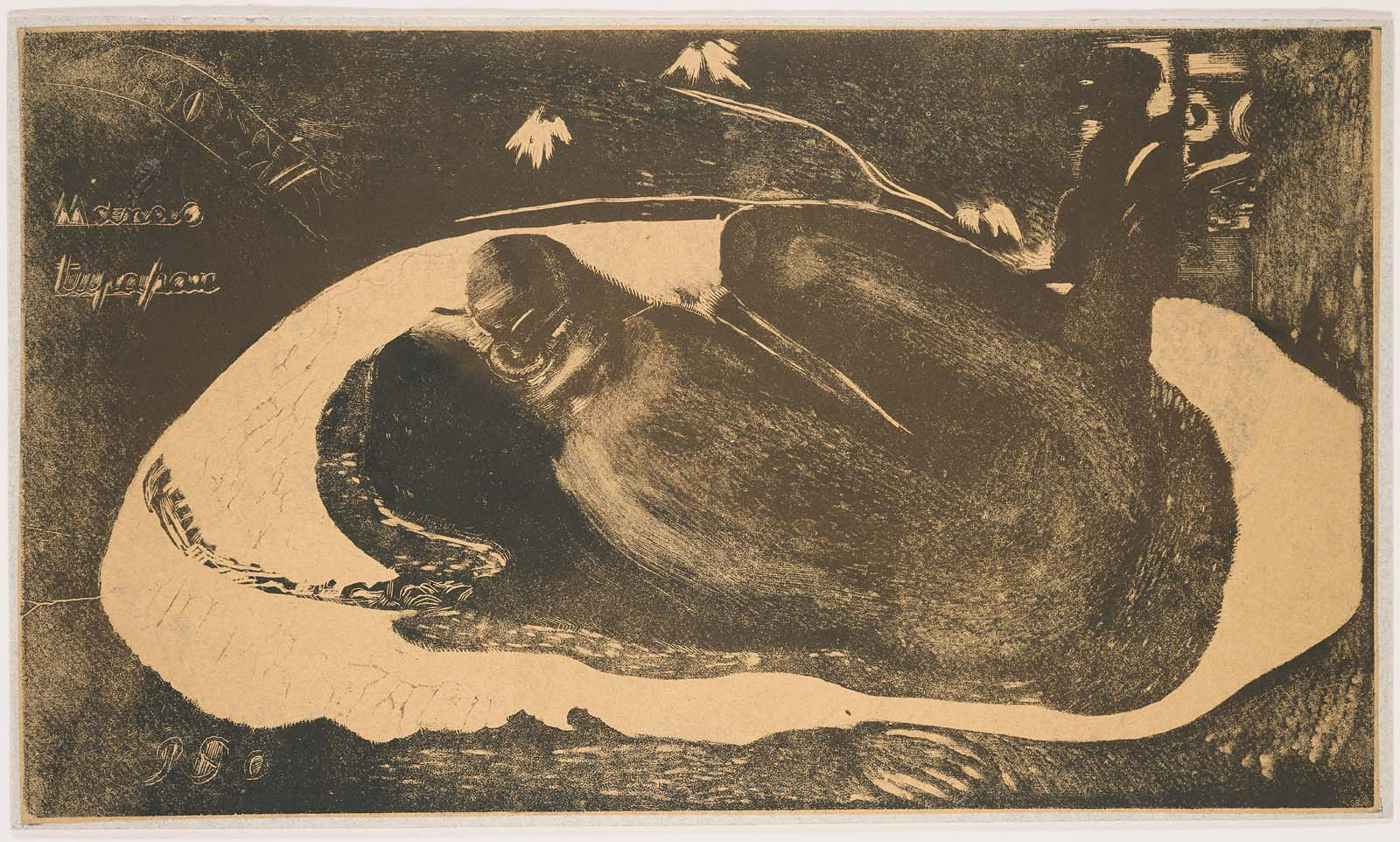
Manao Tupapau, xilografia de la suite Noa Noa, 1893–94, Museu de Belles Arts de Boston
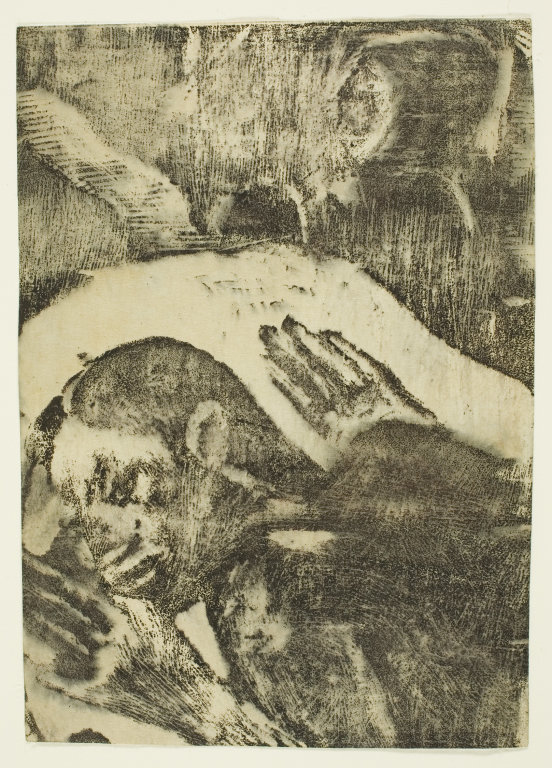
Manao Tupapau, xilografia, 1894–95, Institut d'Art de Chicago
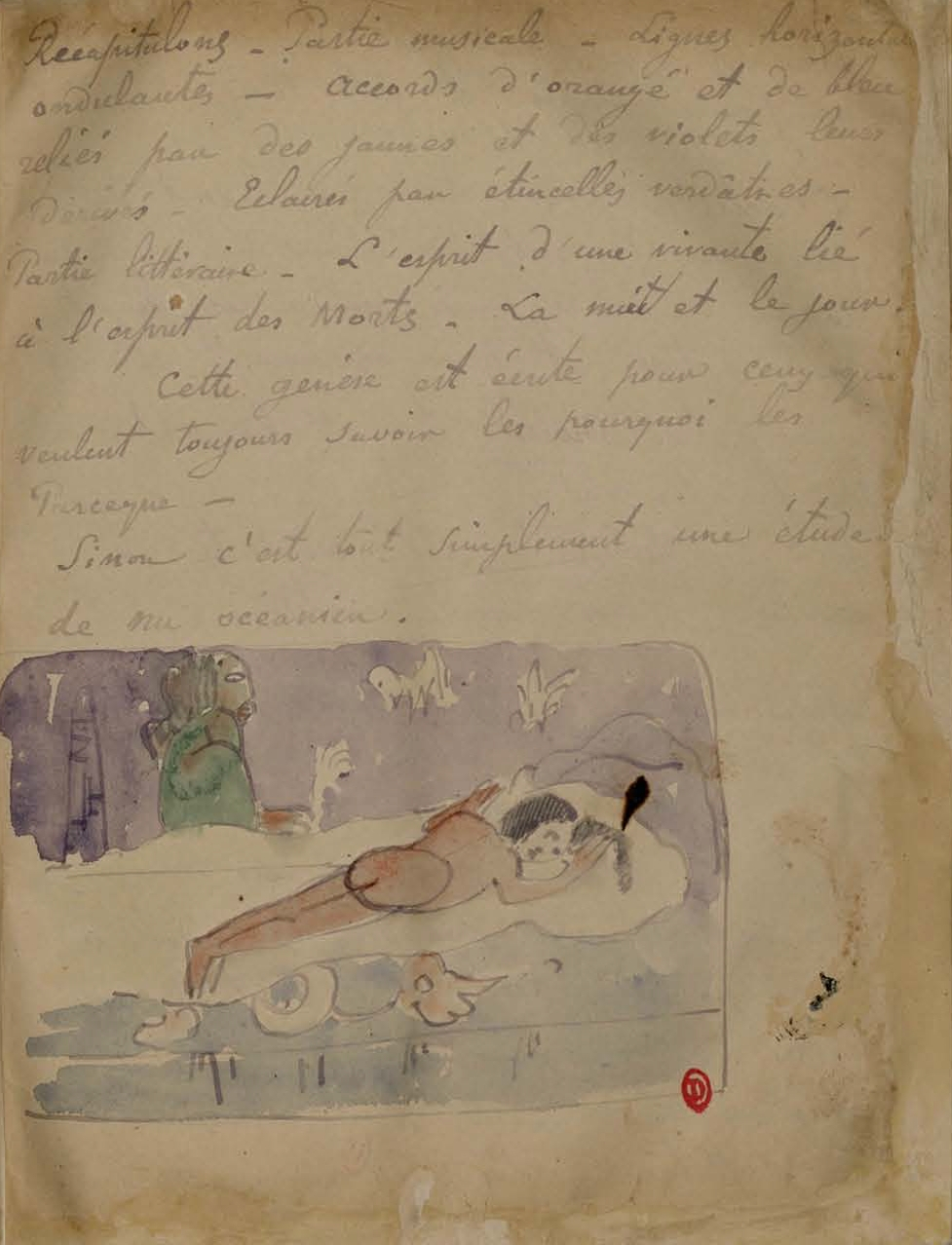
Manuscrit Cahier pour Aline, aquarel·la, 1893
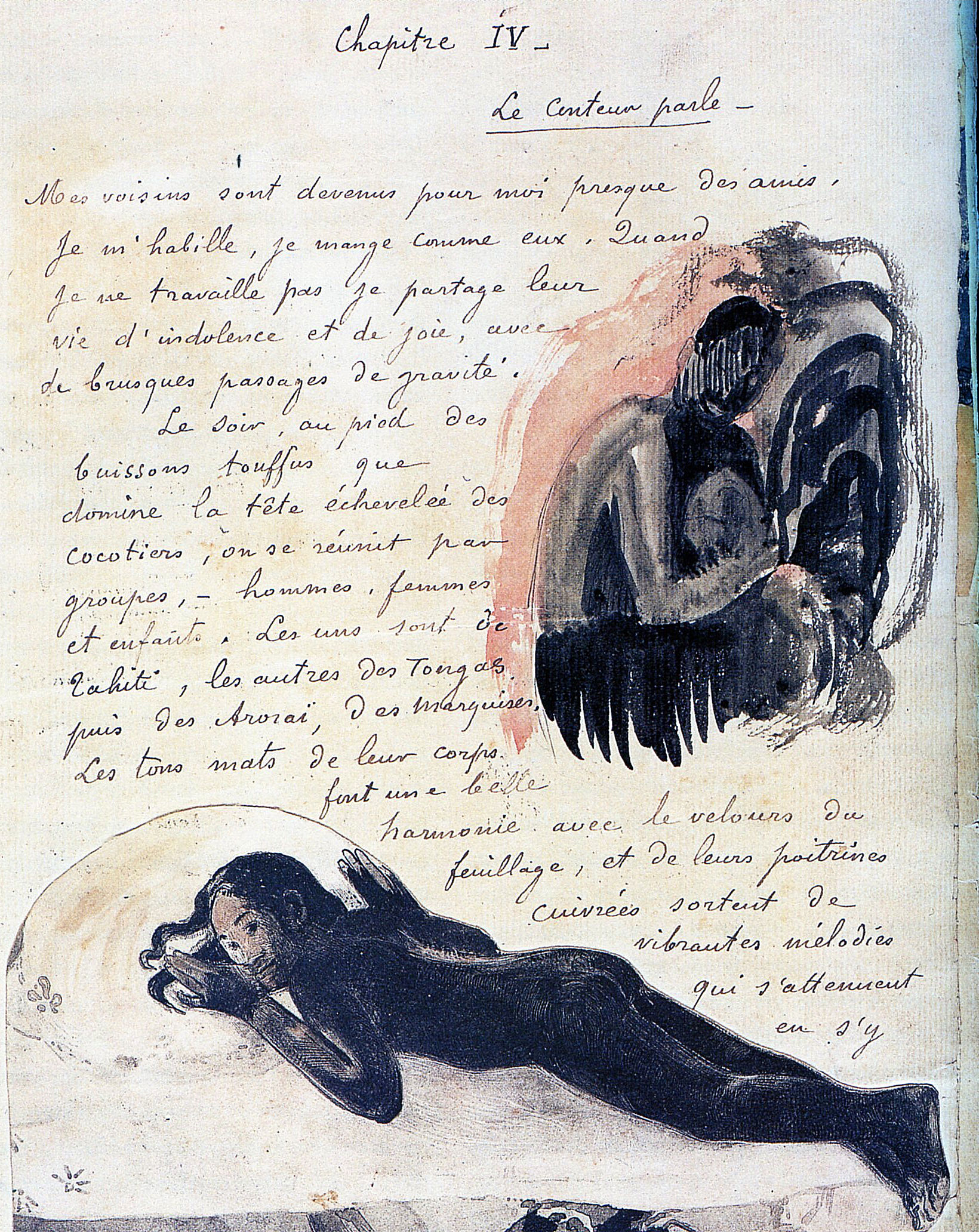
Manuscrit Noa Noa, aquarel·la, 1896-1900

## Historial
Va ser exposat el 1893 a Copenhaguen; el mateix any a París en l'exposició «Obres recents de Gauguin» de la Galeria Durand-Ruel; el 1894 a l'exposició d'impressionistes de Brussel·les; i en la subhasta del 1895 a l'Hôtel Drouot de París no va trobar comprador per 900 francs.
L'obra està publicada en el catàleg de Wildenstein de 1964 amb el número 457, i en el catàleg de Gabriele Sugana de 1972 amb el número 282.